# Lista de episódios de Braceface
Esta é a lista de episódios da série de animação canadense Sorriso Metálico, criada por Melissa Clark e parte da franquia Braceface, que pertence a Nelvana e Jade Animation.   A série foi criada no ano de 2000 e exibida em 2001 inicialmente na Fox Family nos Estados Unidos.  É constituída de 78 episódios, exibidos de 2001 até 2005 por diversos canais. O show é centrado nas aventuras de Sharon Spitz, uma garota de 14 anos,  que é uma estudante do ensino médio que usa aparelhos que ficam no seu caminho de levar uma vida normal de adolescente. 
A série foi ao ar de 2 de junho de 2001 até 27 de agosto de 2005, nos canais Fox Family, ABC Family, Disney Channel, The N e CBS, nos Estados Unidos, também sendo exibida no Teletoon, um canal canadense. No Brasil, a série foi exibida inicialmente pela Fox Kids no dia 12 de Outubro de 2001 , depois sendo exibida pela Rede Globo, Jetix e NGT, respectivamente.   
A dublagem brasileira foi feita pela Master Sound , e cerca de 2 DVDs foram lançados com o nome da marca no Brasil, todos os dois pela Vídeo Brinquedo, com cada um contendo 2 episódios da série animada.   Também houve lançamento de diversos DVDs nos Estados Unidos para a série, sendo lançada a primeira temporada completa.
| Temporada | Temporada | Episódios | Exibição Original |
| --------- | --------- | --------- | ----------------- |
|           | 1         | 26        | 2001 – 2002       |
|           | 2         | 26        | 2003 – 2004       |
|           | 3         | 26        | 2004 – 2005       |

## Primeira Temporada
| # | Título                                                                                      | Exibição no Brasil     |
| --- | ------------------------------------------------------------------------------------------- | ---------------------- |
| 1 | "Colocando o Aparelho" "Brace Yourself"                                                     | 12 de outubro de 2001  |
| A vida de Sharon Spitz muda depois de ela colocar aparelho e descobrir que eles tem estranhos "super-poderes". |                                                                                             |                        |
| 2 | "Paixão" "Crushed"                                                                          | 15 de outubro de 2001  |
| Quando Connor decide fazer acupuntura para curar suas alergias, ele conhece uma garota chamada Tally, o que faz Sharon perguntar se sua paixão recém-descoberta por Connor é real ou é somente por causa do procedimento de acupuntura.                                                                                       |                                                                                             |                        |
| 3 | "5 Coisas a seu Respeito que Realmente me Chateiam" "5 Things That Really Bug Me About You" | 17 de outubro de 2001  |
| Acidentalmente, o aparelho de Sharon abre o diário secreto de sua melhor amiga, Maria e ela descobre uma lista aonde mais diz que odeia cinco coisas de uma pessoa, fazendo Sharon acreditar que esta pessoa é ela. |                                                                                             |                        |
| 4 | "A Doutora esta em Casa" "The Doctor Is In"                                                 | 19 de outubro de 2001  |
| Sharon começa a ficar com ciúmes de Nina quando ela começa a frequentar as sessões de terapia de sua mãe, Helen. |                                                                                             |                        |
| 5 | "A Carne da Questão" "The Meat of the Matter"                                               | 22 de outubro de 2001  |
| Sharon arranja um novo emprego em uma fabrica de carnes mais acaba complicando as coisas quando decide lutar pelos direitos dos vegetarianos. |                                                                                             |                        |
| 6 | "A Transformação" "The Makeover"                                                            | 24 de outubro de 2001  |
| Sharon tenta ajudar a vida amorosa de seu irmão Adam, tentando fazer uma transformação nele. |                                                                                             |                        |
| 7 | "Mensagens Misturadas" "Mixed Messages"                                                     | 26 de outubro de 2001  |
| Sharon confessa sua paixão por Alden via celular, mas a mensagem é enviada acidentalmente para o seu amigo, Brock. |                                                                                             |                        |
| 8 | "O Primeiro Encontro é Sempre o Pior" "The Worst First Date Ever Period"                    | 29 de novembro de 2001 |
| O primeiro encontro de Sharon e Alden quando Sharon tem de ajudar no restaurante da família de Alden. As coisas pioram quando Sharon acaba caindo e uma ambulância precisa ser chamada. |                                                                                             |                        |
| 9 | "Os Problemas do Divórcio" "The Divorce Thing"                                              | 31 de novembro de 2001 |
| Viver com pais divorciados não é fácil, e Sharon aprende apenas depois de sua mãe começar a namorar e seu pai (uma estrela do rock com sua própria banda) vem para visitar eles. |                                                                                             |                        |
| 10 | "Conduzindo a Senhorita Sharon" "Driving Miss Sharon"                                       | 2 de novembro de 2001  |
| Não querendo se sentir como uma perdedora, Sharon fica no banco da frente do carro de sua mãe, e fica escutando música. Quando Sharon bate o carro em uma árvore, ela se preocupa que sua mãe vai culpá-la, mas sua mãe acaba culpando Adam, como ele é o único adolescente da casa com uma carteira de motorista.            |                                                                                             |                        |
| 11 | "Vinte e Quatro Horas" "Twenty Four Hours"                                                  | 5 de novembro de 2001  |
| Sharon vai ao dentista e descobre que ficará sem aparelho por 24 horas. Ela então decide que deve tentar beijar Alden, já que deve tomar esta oportunidade, no entanto, ela precisa decidir entre cuidar de seu irmão mais novo, Josh e tentar beijar Alden.                                                                  |                                                                                             |                        |
| 12 | "O Projeto Pickford" "The Pickford Project"                                                 | 7 de novembro de 2001  |
| Sharon e Maria ficam chateadas quando, durante um projeto de sobrevivência na selva, Nina é escolhida para estar na sua equipe. |                                                                                             |                        |
| 13 | "Vícios de Miami" "Miami Vices"                                                             | 9 de novembro de 2001  |
| Chateada com as ordens de sua mãe, Sharon decide visitar seu pai em Miami, mais acaba descobrindo que ele dá tantas ordens quanto sua mãe. |                                                                                             |                        |
| 14 | "Fazendo Exame" "Take That"                                                                 | 12 de novembro de 2001 |
| Sharon e Maria resolvem roubar itens para poderem entrar em uma equipe local de um programa de TV. Maria rouba um CD para impressionar uma equipe de hip-hop, enquanto Sharon rouba o par de brincos de sua mãe. Ela, no entanto, perde eles e tentar furtar outros pares de brincos para serem colocados no lugar.           |                                                                                             |                        |
| 15 | "A Eleição" "The Election"                                                                  | 14 de novembro de 2001 |
| Sharon corre para tentar ser a presidente da classe após Nina ser cassada, mas enfrenta uma campanha de difamação contra ela (supostamente) orquestrada por seu diretor de campanha, Alden. |                                                                                             |                        |
| 16 | "A Vida Boa" "The Good Life"                                                                | 16 de novembro de 2001 |
| Sharon, Connor, e Nina são escolhidos para ser figurantes para o vídeo da última música de Leena, que é a cantora favorita de Sharon, e Sharon vê que ser famoso não é tão glamoroso como parece. |                                                                                             |                        |
| 17 | "O Segredo" "The Secret"                                                                    | 19 de novembro de 2001 |
| Sharon conhece uma menina que diz que seu namorado é um "monstro", quando na verdade a menina esta falando de Adam, irmão mais velho de Sharon. Enquanto isso, Alden tem problemas com seus odores. |                                                                                             |                        |
| 18 | "Conexão Corporal" "Dissection Connection"                                                  | 21 de novembro de 2001 |
| Sharon protesta contra a dissecação de sapos na aula de biologia. |                                                                                             |                        |
| 19 | "A Vida é Isso, Afinal?" "Whose Life Is It, Anyway?"                                        | 23 de novembro de 2001 |
| Sharon quer fazer tatuagem embora sua mãe proíba ela, por ser menor de idade. Enquanto isso, Connor esta tentando superar o termino de seu namoro com Tally. |                                                                                             |                        |
| 20 | "O Caminho mais Fácil" "The Easy Way Out"                                                   | 26 de novembro de 2001 |
| Sharon fica viciada em uma linha psíquica para obter respostas sobre sua vida no futuro. Enquanto isso, Adam usa seu gato, Moishe, para obter um cartão de crédito e jogar no mercado de ações. |                                                                                             |                        |
| 21 | "Ignorando" "Skipping"                                                                      | 28 de novembro de 2001 |
| Sharon e seus amigos, Maria, Brock, Alden, e o novo membro do grupo, Carmen, iniciam uma banda de garagem e decidem ir à escola para um teste para um concerto de primavera. Enquanto isso, Nina e sua amiga, Alyson, tentam provar que Sharon está fingindo estar doente para poder não ir para a escola.                    |                                                                                             |                        |
| 22 | "Acampamento Kookalah" "Camp Kookalah"                                                      | 30 de novembro de 2001 |
| Sharon e Maria vão para o acampamento de verão, onde Sharon é promovida a conselheira de Treinamento e deve decidir entre seu poder como Conselheira na Formação ou a sua amizade com Maria. |                                                                                             |                        |
| 23 | "Anjos Entre Nós" "Angels Among Us"                                                         | 4 de março de 2002     |
| Sharon deve enfrentar sua própria falta de generosidade depois que ela é escolhida para dar um presente para sua inimiga, Nina, para os feriados. Enquanto isso, Josh aprende mais sobre a herança judaica dos SPITZS, mãe de Sharon fica impressionada com um trabalho extraordinário, e um primo estranho vem visitar eles. |                                                                                             |                        |
| 24 | "Clima Tempestuoso" "Stormy Weather"                                                        | 6 de março de 2002     |
| Temendo que Alden não pode ser atraída por ela, Sharon volta a sua atenção em um companheiro Conselheiro em treinamento chamado Jason, mas Sharon está chocada quando ela descobre que Maria tem visitado Jason também. |                                                                                             |                        |
| 25 | "Retorcidos" "Twisted"                                                                      | 8 de março de 2002     |
| Neste episódio, Sharon entra em pânico quando seu pai anuncia que vai se casar... com a mãe de Nina. |                                                                                             |                        |
| 26 | "Professor de Estimação" "Teacher's Pet"                                                    | 11 de março de 2002    |
| Maria se apaixona por seu professor substituto de Inglês, Riley, e Sharon apoia a amiga... até que Sharon diz que não é ético para um professor se relacionar com seus alunos. Mas Maria interpretar corretamente as sugestões do professor?                                                                                  |                                                                                             |                        |

## Segunda Temporada
| # | Título                                                     | Exibição no Brasil    |
| --- | ---------------------------------------------------------- | --------------------- |
| 27 | "A Estrutura Social" "The Social Fabric"                   | 7 de outubro de 2002  |
| É um novo ano para Sharon e seus amigos como eles começam o ensino médio. Como parte de um programa do mentor sênior, Sharon está emparelhada com Dion, um designer de moda, cuja sexualidade tem sido posta em questão. Sharon deve escolher entre aceitar seu novo amigo ou furar com ele em face da adversidade.                                                                     |                                                            |                       |
| 28 | "14 Velas" "14 Candles"                                    | 9 de outubro de 2002  |
| Quando Sharon ouve os planos sobre uma festa surpresa em seu aniversário de 14 anos, ela fica animada. Mas o entusiasmo se transforma em decepção (e cólera) quando ela percebe que ninguém está dando uma festa para ela. Enquanto isso, Alden descobre as pressões de ser namorado de Sharon.                                                                                         |                                                            |                       |
| 29 | "Uma Garota de Sucesso" "Working Girl"                     | 11 de outubro de 2002 |
| Sharon tem um emprego em uma lanchonete para que ela possa ganhar dinheiro e ganhar independência. Enquanto isso, Connor simplifica sua vida, e tira consumismo dela. |                                                            |                       |
| 30 | "Caro Alden" "Dear Alden"                                  | 14 de outubro de 2002 |
| Sharon arruína sua vida amorosa com Alden quando uma carta que ela escreveu por frustração acaba no site da escola, e Alden recebe a mensagem. |                                                            |                       |
| 31 | "Quero uma Mãe mais Próxima" "Mommy Nearest"               | 16 de outubro de 2002 |
| A mãe de Sharon torna-se mais rigorosa quando descobre que Sharon foi em um site do filme X-rated e tem interesse no amigo de Adam, Tony. |                                                            |                       |
| 32 | "A Zona dos Amigos" "The Friend Zone"                      | 18 de outubro de 2002 |
| Sharon pede a ajuda de uma coluna da revista teen para pedir um conselho para consertar seu relacionamento quebrado com Alden. |                                                            |                       |
| 33 | "Pele Profunda" "Skin Deep"                                | 21 de outubro de 2002 |
| Sharon coloca-se em uma dieta radical após Nina fazer comentários depreciativos sobre o corpo de Sharon, mas seus amigos temem que Sharon pode estar exagerada. |                                                            |                       |
| 34 | "Vaidade da Pele" "Vanity Fur"                             | 23 de outubro de 2002 |
| Sharon e a amizade de Maria fica com problemas quando Maria é oferecida a chance de ser a modelo de uma linha de esqui feita com pele animal de verdade, o que faz Sharon planejar um protesto contra a crueldade animal. |                                                            |                       |
| 35 | "O Mais Legal" "The Coolest"                               | 25 de outubro de 2002 |
| Sharon entra no concurso do programa "Legalmente Adolescente" da TV3 como uma brincadeira, mas a piada é quando ela fica entre as finalistas e deve inserir um vídeo sobre um dia na vida dela se ela quer ganhar o grande prêmio. |                                                            |                       |
| 36 | "Triângulos" "Triangles"                                   | 28 de outubro de 2002 |
| Alyson torna-se amiga de Sharon, Maria, e Connor e improvável namorada de Connor depois de Connor ser salvo pelo pai de Alyson de um incêndio na loja Smoothie. |                                                            |                       |
| 37 | "Matéria Cinza" "Grey Matters"                             | 30 de outubro de 2002 |
| Maria vai ter um encontro com um menino árabe chamado Cloud, mas Sharon está preocupada que Cloud pode abusar de Maria. As coisas pioram quando o avô de Sharon visita ela e faz comentários preconceituosos sobre Cloud e Maria, fazendo com que Maria ache que o avô de Sharon é um racista.                                                                                          |                                                            |                       |
| 38 | "Lorenza" "Lorenza"                                        | 1 de novembro de 2002 |
| Sharon encontra Lorenza, uma mulher que tem diversos animais que precisam ser adotados, antes que sejam deportados. Enquanto isso, Adam pode ser alugado como mordomo de Maria para arrecadar dinheiro para o conselho atlético da escola. |                                                            |                       |
| 39 | "Reconsiderando" "Second Thoughts"                         | 4 de novembro de 2002 |
| Quando a professora de Inglês de Sharon é vista com seu ex-namorado, Alden, Sharon pensa que ela e Alden ainda devem estar juntos. |                                                            |                       |
| 40 | "Esqueceram de Mim" "Home Alone"                           | 6 de novembro de 2002 |
| Enquanto a mãe de Sharon e seu namorado, David, estão em férias, Sharon é colocada no comando da casa, embora não se sinta bem com seus irmãos ou seus amigos. |                                                            |                       |
| 41 | "Senhorita Compreensão" "Miss Understanding"               | 8 de novembro de 2002 |
| Sharon assume a coluna do jornal da escola, o que acaba causando problemas para todos ao seu redor. |                                                            |                       |
| 42 | "Para os Pássaros" "For The Birds"                         | 3 de março de 2003    |
| O pai de Sharon recebe um dia de trabalho na estação de TV local, e se apaixona pels executiva da emissora, Lauren, a quem Sharon não gosta pois Lauren tem um pássaro exótico como um animal de estimação, o que entra em conflito com a crença de Sharon em direitos dos animais. |                                                            |                       |
| 43 | "Crescer" "Oh, Grow Up!"                                   | 10 de março de 2003   |
| Estágio de Sharon no escritório de um médico veterinário traumatiza-la quando o animal que ela estava cuidando de repente morre. Enquanto isso, Adam toma um aprendizado como um agente funerário e Josh tenta encontrar uma carreira diferente depois de todo mundo assumir que ele vai ser um músico como o pai.                                                                      |                                                            |                       |
| 44 | "Gênesis" "Genesis"                                        | 17 de março de 2003   |
| Sharon se sente ofuscada durante as férias de março, quando o melhor amigo de sua mãe vem visitar, e todos os amigos de Sharon estão com a filha do melhor amigo, Gênesis. |                                                            |                       |
| 45 | "O Nariz de Nina" "Nina's Nose Job"                        | 24 de março de 2003   |
| Sharon inadvertidamente começa um boato de que Nina teve rinoplastia durante o tempo fora da escola, em março. Enquanto isso, Maria tenta dizer a Connor que seu mau hálito pode estar impedindo na sua relação com Alyson. |                                                            |                       |
| 46 | "Os Pensamentos de um Bebê" "Baby Think-About-It"          | 2 de junho de 2003    |
| Sharon recebe uma lição de paternidade adequada quando sua classe de estudos sociais atribui a todos uma boneca de alta tecnologia para testar suas habilidades em responsabilidade. |                                                            |                       |
| 47 | "Protestos de Sharon" "Ms. Spitz Goes To Warsch And Stone" | 9 de junho de 2003    |
| Sharon protesta contra uma empresa de cosméticos que usa animais para testes. Enquanto isso, Josh torna-se um músico de rua para ganhar dinheiro para um terno novo. |                                                            |                       |
| 48 | "Quando eu for para Roma..." "When In Rome..."             | 16 de junho de 2003   |
| Sharon e Maria vão para a Itália, onde (mais uma vez) a sua amizade fica tensa, desta vez, sobre Maria e os valores de seus avós conservadores. |                                                            |                       |
| 49 | "Indexada" "Pegged"                                        | 23 de junho de 2003   |
| Sharon, Maria, e Alyson começam sua própria banda, enquanto Carmen, Brock e Alden posam como meninas durante uma batalha do concurso de bandas, só para meninas. |                                                            |                       |
| 50 | "Alienígenas" "Aliens"                                     | 30 de junho de 2003   |
| Uma guerra de brincadeira provoca divisões na amizade entre Brock, Maria, Connor, Alyson, e Sharon. |                                                            |                       |
| 51 | "Em Elkford..." "When In Elkford..."                       | 9 de julho de 2003    |
| Sentindo-se deixada de fora depois de saber que ela é a única da escola que não está namorando, Sharon vê sua oportunidade de ser como seus amigos quando Marcello (o menino italiano que tinha uma queda por ela em "Quando eu for para Roma...") trata de ir para Elkford, mas sua chance pode ser prejudicada quando costumes europeus de Marcello desconcertam os amigos de Sharon. |                                                            |                       |
| 52 | "Por água abaixo" "Up In Smoke"                            | 16 de julho de 2003   |
| Na necessidade desesperada de uma mudança na rotina, Sharon se move com o seu pai e sua nova namorada, mas as coisas ficam pegajosas quando Sharon descobre que ela tem um delinqüente juvenil chamado Griffin como um meio-irmão potencial. Neste episódio Sharon fuma e descobre como verdadeiramente é terrível fumar.                                                               |                                                            |                       |

## Terceira Temporada
| # | Título                                                                  |                        |
| --- | ----------------------------------------------------------------------- | ---------------------- |
| 53 | "Golpe de Sorte" "Lucky Break"                                          | 6 de outubro de 2003   |
| Sharon tira proveito das tendências supersticiosas de Nina quando as duas meninas vão há uma audição para uma peça chamada Dr. Jekyll e Ms. Hyde. Enquanto isso, Josh pensa que Alyson ama ele. |                                                                         |                        |
| 54 | "Uma Estranha Ciência" "Weird Science"                                  | 13 de outubro de 2003  |
| Quando Sharon está emparelhado com Connor para um projeto de ciência, Sharon teme de que ela não vai se sair tão bem e que será um incomodo para Connor, mas quando Sharon se depara com informações de Maria e do projeto de Nina, ela deve decidir se vai trapacear para vencer ou jogar justo e perder.                                                         |                                                                         |                        |
| 55 | "Obter o Jogo" "She Got Game"                                           | 20 de outubro de 2003  |
| Maria se junta ao time masculino de hóquei da escola e Sharon é contratada como psicóloga da equipe para ajudá-los com seus anseios do jogo. |                                                                         |                        |
| 56 | "Lembranças" "Remember When"                                            | 27 de outubro de 2003  |
| Um golpe na cabeça de um disco de hóquei faz Alden achar que ele ainda esta namorando Sharon. Sharon e seus amigos jogam junto, até que ele vem a seus sentidos, mas a namorada de Alden, que estava presente diz a Sharon que as coisas não vão ficar assim e que a memória de Alden vai voltar.                                                                  |                                                                         |                        |
| 57 | "Negócios Engraçados" "Funny Business"                                  | 4 de março de 2004     |
| Sharon consegue um emprego como um palhaço para pagar aulas de balé, mas logo descobre que ela é melhor em ser um palhaço de piruetas. |                                                                         |                        |
| ASA | "Aprisionada" "Busted"                                                  | 11 de março de 2004    |
| Cansada de ser confundida como uma menina, Sharon compra um sutiã de bomba para que as pessoas possam finalmente vê-la como uma mulher. No entanto Sharon se vê em apuros quando o mau funcionamento do sutiã durante uma festa faz os seios crescerem fora de controle.                                                                                           |                                                                         |                        |
| 59 | "A Batida Continua" "The Beat Goes On"                                  | 18 de março de 2004    |
| Sharon executa em uma poesia, mas seu momento ao sol é logo eclipsado por seu irmão, Adam, que não é tão poético como sua irmã. |                                                                         |                        |
| 60 | "Como Definir um Jogo" "Game, Set Up & Match"                           | 24 de março de 2004    |
| Sharon vira a casamenteira para seu amigo gay Dion, de quem ela pensa que é solitário, mas Dion dá uma lição em Sharon por interferir com os problemas dos outros. |                                                                         |                        |
| 61 | "Enquanto Você Dormia" "While You Were Sleeping"                        | 5 de maio de 2004      |
| Sharon assume o gerenciamento de sua banda de garagem, Metal Esmagado, enquanto Maria fica descansa um pouco, mas Sharon fica estressada com a forma como Maria lida com a banda. |                                                                         |                        |
| 62 | "Crise de Identidade" "Identity Crisis"                                 | 12 de maio de 2004     |
| Um peculiar, aluno-professor substituto ajuda Sharon a entrar em contato com seu espírito livre interior, que logo irrita seus amigos e familiares. |                                                                         |                        |
| 63 | "Recordando de Knight" "A Knight to Remember"                           | 19 de maio de 2004     |
| Quando a data de formatura de Sharon está chegando, ela e a namorada de seu pai, Lauren, organiza uma festa para Sharon com um cantor pop masculino chamado Taylor Knight. |                                                                         |                        |
| 64 | "Apenas Charlatães" "Just Quacks"                                       | 26 de maio de 2004     |
| Sharon ajuda a seu irmão Adam a se dar bem com o pai de Hannah, que é o chefe de uma organização conservacionista. |                                                                         |                        |
| 65 | "A Garota do Griffin" "Griffin's Girl"                                  | 7 de agosto de 2004    |
| Meio-irmão potencial de Sharon, Griffin está de volta e muito melhor comportado, tudo graças a sua nova namorada. Infelizmente, essa "nova namorada" é a inimiga de Sharon, Nina. |                                                                         |                        |
| 66 | "Pobre Richard" "Poor Richard"                                          | 14 de agosto de 2004   |
| Sharon está mortificada quando ela descobre que seu pai está voltando para a música como um menestrel errante em um restaurante com temática medieval. Enquanto isso, as distâncias Connor e de Alyson depois que ele recebe um trabalho de pós-escola se tornou embaraçosa.                                                                                       |                                                                         |                        |
| 67 | "Minha Grande Vida com um Sorriso Metálico" "My Big Fat Braceface Life" | 21 de agosto de 2004   |
| Neste episódio, Sharon conhece uma garota chamada Tracy, que está preocupada pois ela pode acabar com um "Sorriso Metálico" assim como Sharon. |                                                                         |                        |
| 68 | "Imagem Limpa" "Clean Slate"                                            | 28 de agosto de 2004   |
| Quando a prima de Nina da Inglaterra, Petra, verdadeiramente admite que ela decapitou todos os bonecos de Nina quando criança, Nina percebe que ela fez tudo errado com Sharon todos esses anos e decide acabar com as hostilidades de uma vez por todas, que Sharon relutantemente aceita, mas ter Nina como uma amiga não é nada do que ela esperava.            |                                                                         |                        |
| 69 | "Um Fim de Semana Longo" "The Loooong Weekend"                          | 2 de setembro de 2004  |
| Sharon encontra-se convidada em uma viagem de cabine com Alden, as irmãs de Alden, Daisy e Violet, além da namorada de Alden, Marlo, Maria, e Brock, onde Alden e Marlo tem problemas de relacionamento. |                                                                         |                        |
| 70 | "Conforme sua Idade" "Act Your Age"                                     | 9 de setembro de 2004  |
| Sharon tenta encontrar um jovem maduro e conhece um menino de 12 anos de idade, chamado Pablo. |                                                                         |                        |
| 71 | "Vida de Cachorro" "A Dog's Life"                                       | 16 de setembro de 2004 |
| O cachorro de estimação de Sharon, Pigger, é escolhido para estar em um comercial de um cereal para cachorros. |                                                                         |                        |
| 72 | "Efeito Dominó" "The Domino Effect"                                     | 23 de setembro de 2004 |
| Em um esforço para arrecadar dinheiro para uma unidade de caridade, Sharon usa dom de Connor para o aniversário de Alyson (um visor de dominós) para levantar o dinheiro, mas acha que o presente não era para ser visto por ninguém, principalmente Alyson. |                                                                         |                        |
| 73 | "Um Fator Chamado Pai" "The Father Factor"                              | 30 de setembro de 2004 |
| Sharon usa o namorao de sua mãe, David, como um pai substituto (depois que Nina pede para o pai verdadeiro de Sharon para ela ser sua filha adotiva) em um game show de televisão onde pais e filhas competem. |                                                                         |                        |
| 74 | "Tudo Sobre Sharon" "All About Sharon"                                  | 1 de outubro de 2004   |
| Uma menina nova chamada Winnie incentiva Sharon para um teste para um emprego de verão em um parque temático pioneiro, mas os amigos de Sharon estão preocupados que Winnie está incentivando Sharon por todas as razões erradas. |                                                                         |                        |
| 75 | "23 é uma Multidão" "23's A Crowd"                                      | 8 de outubro de 2004   |
| Sharon faz amizade com uma senhora que cuida de gatos chamada Miranda após rastrear seu gato de estimação, Moishe, e tentar salvá-la de ser indiciado pelo Controle Animal para manter muitos animais em sua casa. |                                                                         |                        |
| 76 | "Luz! Câmera! Ego!" "Lights! Camera! Ego!"                              | 15 de outubro de 2004  |
| Sharon e suas amigas preparam um vídeo para a sua banda, Metal Esmagada, para apresentar ao mais recente concurso da TV3. |                                                                         |                        |
| 77 | "Relaxando" "Vegging Out"                                               | 22 de outubro de 2004  |
| Depois de ser diagnosticado com anemia e ser dito que ela deve desistir de sua dieta vegetariana, Sharon faz amizade com um cara chamado Cody, que tenta mostrar a ela que comer carne não é tão ruim quanto ela pensa, mas o quão longe ele está disposto a ir para provar o seu ponto? Enquanto isso Alden mostra sinais de ciúmes em relação a Sharon com Cody. |                                                                         |                        |
| 78 | "Ato de Fé" "Leap of Faith"                                             | 29 de outubro de 2004  |
| No final da série, Sharon, Maria, Brock e Alden vão para o Acampamento Enviro, onde Alden percebe que ele ainda gosta de Sharon, mas descobre que pode ser tarde demais quando Sharon se apaixona por um conselheiro chamado Alex. |                                                                         |                        |